# Dreamer: Inspired by a True Story
Dreamer: Inspired by a True Story är en amerikansk dramafilm från 2005 i regi av John Gatins. I huvudrollerna ses Kurt Russell och Dakota Fanning.

## Handling
Hästtränaren Ben Crane (Kurt Russell) var tidigare en framgångsrik jockey, men flera år senare, då familjen Crane har ont om pengar och en trasslig relation, är den drömmen förbi. När den lovande galopphästen Soñador (som betyder Dreamer) bryter ett ben i ett lopp verkar hästens tävlingskarriär vara över, men Ben och hans dotter Cale (Dakota Fanning) antar utmaningen att få hästen frisk så att den kan tävla igen. Ben slutar sitt arbete och börjar tillsammans med dottern att träna hästen inför den stora galopptävlingen Breeders' Cup. 

## Medverkande
- Kurt Russell - Ben Crane
- Dakota Fanning - Cale Crane
- Kris Kristofferson - Pop Crane
- Elisabeth Shue - Lilly Crane
- David Morse - Everett Palmer
- Freddy Rodríguez - Manolin Vallarta
- Luis Guzmán - Balon
- Oded Fehr - Sadir
- Ken Howard - Bill Ford
- Holmes Osborne - Doc Fleming